# 아이스펍
아이스펍(1998년 11월 10일 ~)은 대한민국의 가수다. 2019년 싱글 앨범 [Freeze!]로 데뷔했다.

## 방송
- 고등래퍼 1 (2017) - Top7(5위)
- 쇼미더머니777 (2018) - Top16
- 쇼미더머니8 (2019) - 1차 예선 탈락
- 쇼미더머니9 (2020) - 영상 심사 탈락

## 음반
- 고등래퍼 지역대항전 Part.1 (2017)
- 고등래퍼 FINAL (2017)
- WHAT SUB? (2017)
- FREEZE! (2019)
- Midnight Swerve (2019)
- Welcome to ICE DEN (2019)
- Celebrate (2020)